# Nokia 5235
O Nokia 5235 é um smartphone touchscreen da Nokia.
O Nokia 5235 utiliza o sistema operacional Symbian em sua versão S60 5th.

## Especificações Técnicas[1]

### Display
Possui uma tela touchscreen resistiva de 3,2 polegadas, com resolução de 360 pixels de largura por 640 pixels de altura.

### Câmera
- Efeitos de tonalidade:
  - Normal
  - Sepia
  - Negativo
  - Preto e branco
  - Vívido
- Equilíbrios de branco
  - Automático
  - Ensolarado
  - Nublado
  - Incandescente
  - Fluorescente

#### Imagem
- Câmera digital de 2.0 megapixels
- Zoom digital de 3x

#### Vídeo
- Filmadora digital com resolução 640x480 pixels ou 640x360 pixels.
- Gravação a 30 frames por segundo
- Zoom digital de 4x

### Processador
Processador ARM 11 de 434 MHz

### Memória
- Memória RAM 128MB
- Slot para cartão de memória microSD com hot-swapping de até 16 GB
- 320 MB de memória dinâmica interna

### Conectividade
- Bluetooth versão 2.0
- Receptores GPS, A-GPS integrados
- Suporte para MTP (Mobile Transfer Protocol)
- Impressão direta com impressoras de imagem compatíveis
- Suporte para sincronização de PC com Nokia Ovi Suite
- Suporte para sincronização local e remota com SyncML

### Conectores
- Conector microUSB, USB 2.0
- Conector AV Nokia de 3,5 mm

### Aplicativos
- E-mail (SMTP, IMAP4, POP3), MMS, SMS, editor unificado
- Visualização de anexos de e-mail: .doc, .xls, .ppt, .pdf
- Dados: Calendário, Contatos, Tarefas, Notas, E-mail
- Java MIDP 2.0
- Flash Lite 3.0
- Nokia Mapas 3.0
- Nokia Ovi Player
- Aplicativos .sis e .sisx